# برمنغهام ليديوود (دائرة انتخابية في المملكة المتحدة)
برمنغهام، ليديوود  (بالإنجليزية: Birmingham, Ladywood)‏ هي إحدى الدوائر الانتخابية في المملكة المتحدة الممثلة في مجلس العموم في برلمان المملكة المتحدة.
عضو البرلمان الذي يمثلها حالياً هو :Rt Hon Clare Short (Ind Lab).